# Hùng Nãi Cẩn
Hùng Nãi Cẩn (tiếng Anh: Jinn Xiong Naijin) là nữ diễn viên, người mẫu Trung Quốc.

## Tiểu sử
Hùng Nãi Cẩn sinh ngày 14 tháng 10 năm 1982 tại Trùng Khánh, Trung Quốc.
Năm 1997, Hùng Nãi Cẩn học chuyên môn Khúc nghệ (曲艺)tại Học viện Mĩ thuật Tứ Xuyên.
Năm 1998, cô gia nhập Đoàn Khúc nghệ Tứ Xuyên với tư cách là diễn viên Thanh âm (清音) – một trong những loại hình hí kịch truyền thống ở Giang Tây.
Năm 2002, cô theo học Khoa diễn xuất tại Học viện Điện ảnh Bắc Kinh và tốt nghiệp năm 2006. Khi là sinh viên năm nhất của Học viện Điện ảnh Bắc Kinh, Hùng Nãi Cẩn góp mặt trong bộ phim Hiện trường vụ án (案发现场), vào vai nữ cảnh sát Lưu Miêu.
Hiện ngoài đóng phim, Hùng Nãi Cẩn còn dành thời gian cho việc kinh doanh riêng trong lĩnh vực thời trang. Cô cũng được biết tới là gương mặt đại sứ cho một số tổ chức về quyền trẻ em tại Đại Lục.
Năm 2020, cô thông báo trên mạng xã hội về việc đổi tên. Từ tên gốc là "熊乃瑾" chính thức đổi thành "熊乃槿", tuy vậy phiên âm Hán-Việt vẫn là Hùng Nãi Cẩn.

## Cuộc sống
Hùng Nãi Cẩn có nhiều sở thích trong cuộc sống như thiết kế, đọc sách, vận động, âm nhạc,...
Bên cạnh công việc diễn xuất, cô cũng có cơ hội thử sức trong nhiều lĩnh vực khác như lồng tiếng, dẫn chương trình, người mẫu ảnh.
Năm 2009, Hùng Nãi Cẩn cùng 6 nữ nghệ sĩ nổi tiếng Lý Tiểu Lộ, Hoắc Tư Yến, Dương Mịch, Tần Lam, Cam Vi và Tiếu Vũ Vũ lập thành nhóm "Gia đình Teddy". Thời điểm đó, "Gia đình Teddy" được ví như hội bạn thân quyền lực của showbiz Hoa ngữ. Tuy nhiên, không lâu sau nhóm đã xảy ra lục đục nội bộ, tình cảm giữa các thành viên bắt đầu có dấu hiệu rạn nứt và sớm tan rã vì bất hòa với Dương Mịch.

### Hoạt động xã hội
Hùng Nãi Cẩn tích cực tham gia các hoạt động xã hội.
Năm 2011, cô là đại sứ bảo vệ môi trường cho sự kiện "Giờ Trái Đất", chia sẻ ý tưởng bảo vệ môi trường của mình với người hâm mộ. Cô cũng đi xe đạp điện thân thiện với môi trường và ủng hộ lối sống ít cacbon.
Vào năm 2012, Hùng Nãi Cẩn đến thành phố Thanh Trấn, tỉnh Quý Châu với tư cách là một tình nguyện viên cho chuyến đi từ thiện. Cô đã gửi 1700 cuốn sách miễn phí và hơn 300 bộ đồ dùng học tập cho ba trường học ở khu vực hồ Hồng Phong (红枫湖), cùng các em học sinh tại đây chơi game và ca hát.
Năm 2014, Hùng Nãi Cẩn lần đầu tham gia "Đêm từ thiện công cộng" (微公益慈善夜) và tại đây cô được trao giải "Ngôi sao đóng góp từ thiện công cộng tốt nhất”.
Năm 2015, cô tham dự Dự án từ thiện hy vọng tác động tuyệt đối của BOSS và giành giải thưởng Ngôi sao từ thiện nhiều nhất.

## Nhận xét
Dù không phải là một tên tuổi quá nổi bật giữa "rừng" sao Hoa ngữ nhưng Hùng Nãi Cẩn vẫn có một sức hút riêng biệt. Cô có sự nhỏ nhắn và tinh tế của một cô gái Tứ Xuyên.
Hùng Nãi Cẩn luôn thử thách bản thân mình hết lần này đến lần khác trong suốt sự nghiệp diễn xuất, đóng các nhân vật khác nhau với nhiều phong cách khác nhau. Cô mang vẻ đẹp quyện hòa giữa cổ điển và hiện đại, thuần khiết và quyến rũ, toát lên khí chất tự tin tồn tại cùng văn học và nghệ thuật phù hợp với nhiều thể loại vai, nhờ đó cô nhận được nhiều sự chú ý từ các đạo diễn phim điện ảnh và truyền hình.
Hùng Nãi Cẩn thường xuyên được xuất hiện trên trang bìa của nhiều tạp chí thời trang.

## Phim và chương trình truyền hình

### Phim điện ảnh
| Năm            | Tên phim                                                                                       | Vai diễn                                   | Chú thích     |
| -------------- | ---------------------------------------------------------------------------------------------- | ------------------------------------------ | ------------- |
| 2007           | Khu rừng kí ức (Kí ức sâm lâm - Trương Gia Giới chi luyến) 记忆森林―张家界之恋                 | Giai Tuệ 佳慧                              | Vai chính     |
| 2007           | Hòm thư ma quỷ (U linh tín tương) 幽灵信箱                                                     | Cao Vĩ 高苇                                | Vai chính     |
| 2011           | Thái lý phật quyền 蔡李佛拳                                                                    | Tang Nhu 臧柔                              | Vai phụ       |
| 2011           | Vị tổng thống đầu tiên (Đệ nhất đại tổng thống) 第一大总统 The First President                 | Tống Ái Linh 宋霭龄                        | Vai thứ chính |
| 2012           | Theo đuổi tình yêu (Truy ái) 追爱 Great Wall, My Love                                          | Trương Tú Sảnh thời trẻ 青年张秀倩         | Vai phụ       |
| 2012           | Bảo mã cuồng tưởng khúc 宝马狂想曲 Rhapsody of BMW                                             | Hồ Mặc 胡默                                | Vai chính     |
| 2012           | Song thành kế trong kế 双城计中计 Scheme With Me                                               | Giảo tử 饺子                               | Vai chính     |
| 2012           | Thái cực quyền: Level Zero (Thái cực 1 tòng linh khai thủy) 太极1从零开始 Tai Chi 0            | Nhị tẩu 二嫂                               | Vai phụ       |
| 2012           | Thái cực quyền: Anh Hùng Bá Đạo (Thái cực 2 anh hùng quật khởi) 太极2英雄崛起 Tai Chi Hero     | Nhị tẩu 二嫂                               | Vai phụ       |
| 2014           | Mở cờ trong bụng (Tâm hoa lộ phóng) 心花路放 Breakup Buddies                                   | Bạn thân nhất của Khang Tiểu Vũ 康小雨闺蜜 | Vai phụ       |
| 2014           | Tiền nhiệm công lược 前任攻略 Ex-Files                                                         | Manh Manh 萌萌                             | Vai phụ       |
| 2014           | Tử vong phái đối 死亡派对 The Deathday Party                                                   | Jenny Trân Ni 珍妮                         | Vai chính     |
| 2014           | Phòng xa cơ ngộ 房车奇遇 A Motor Home Adventure                                                | Liêu Đồng 柳彤                             | Vai chính     |
| 2015           | Nhân bì bính đồ 人皮拼图 The Puzzle of Human Skin                                              | Tô Tô 苏苏                                 | Vai chính     |
| 2016           | Niên thú đại tác chiến 年兽大作战 Mr. Nian                                                     | Thường Nga 嫦娥                            | Lồng tiếng    |
| 2017           | Bất bại hùng tâm 不败雄心 Invictus Basketball                                                  | Phi Phi 菲菲                               | Vai chính     |
| 2017           | Trạm tại phong khẩu thượng 站在风口上 Standing on the Tuyere                                   | Ngô Tuyên Kỳ 吴宣琪                        | Vai chính     |
| 2017           | Hai kiếp yêu tinh (Nhị đại yêu tinh tam sinh hữu hạnh) 二代妖精之今生有幸 Hanson and the Beast | Miêu yêu 猫妖                              | Vai phụ       |
| 2021           | Ái khuyển kỳ duyên 爱犬奇缘 Puppy Love                                                         |                                            | Vai phụ       |
| Chưa phát sóng | Tạm dịch: Thanh niên, phấn đấu lên (Phấn đấu ba, thanh niên) 奋斗吧，青年                      |                                            |               |
| Chưa phát sóng | Hạ thiên đích cốt đầu 夏天的骨头                                                               | Lưu An Kỳ 刘安琪                           | Vai chính     |
| Chưa phát sóng | Tạm dịch: Tiếng chuông thứ ba (Đệ tam thanh chung hưởng) 第三声钟响 The Third Bell Rings       | An Nhã 安雅                                | Vai chính     |

### Phim truyền hình
| Năm            | Tên phim | Vai diễn                                                     | Chú thích      |
| -------------- | --- | ------------------------------------------------------------ | -------------- |
| 2004           | Hiện trường vụ án (Án phát hiện trường) 案发现场 Crime Scene | Lưu Miêu 刘苗                                                | Vai phụ        |
| 2004           | Tích huyết phỉ thúy 滴血翡翠 | Trần Huệ Bình 陈惠萍                                         | Vai chính      |
| 2005           | Đại Tống khai quốc (Vấn quân năng hữu kỉ đa sầu) 问君能有几多愁 How Much Sorrow Do You Have                                                                                       | Chu Gia Mẫn (Tiểu Chu hậu) 周嘉敏 (小周后)                   | Vai phụ        |
| 2005           | Thiên hạ đệ nhất môi 天下第一媒 The First Marriage | Thu Hương 秋香                                               | Vai phụ        |
| 2006           | Hán Vũ đế 3 (Đại Hán thiên tử) 大汉天子3 The Prince of Han Dynasty 3 | Vệ Trưởng Công chúa 卫长公主                                 | Vai phụ        |
| 2007           | Đại nhân vật 大人物 Big Shot | Công chúa Ô Lan 乌兰公主                                     | Vai phụ        |
| 2008           | Tối hậu đích vương gia 最后的王爷 The Last Prince | Hoa Tử 花子                                                  | Vai phụ        |
| 2008           | Bộ bộ kinh hồn 步步惊魂 | Sư Gia 师嘉                                                  | Vai chính      |
| 2008           | Tạm dịch: Ai hiểu lòng tôi (Thùy đổng ngã đích tâm) 谁懂我的心 Who Knows My Heart                                                                                                 | Vệ Xuân 卫春                                                 | Vai phụ        |
| 2008           | Thân ái đích địch nhân 亲爱的敌人 | Đồng Vân 童云                                                | Vai thứ chính  |
| 2009           | Cố mộng 故梦 Remembrance of Dreams Past | Thủy Phiêu Bình / Tiểu Vận Tiên 水飘萍 / 小韵仙              | Vai thứ chính  |
| 2010           | Thiên sư Chung Quỳ chương 3 (Thiên sư Chung Quỳ chi mĩ lệ truyền thuyết) chương 3: Huệ kiếm vấn tình 天師鍾馗之美麗傳說 第三單元：慧劍問情 Ghost Ghost Catcher - Legend of Beauty | Tử Mai Côi 紫玫瑰                                            | Vai chính      |
| 2010           | Chuyện về hai cô gái (Lưỡng cá nữ hài đích na ta sự) 两个女孩的那些事 Two Girls                                                                                                   | Tiểu Hùng 小熊                                               | Vai chính      |
| 2011           | Thủy hử 水浒传 All Men Are Brothers | Diêm Bà Tích 阎婆惜                                          | Vai phụ        |
| 2011           | Đường cung mỹ nhân thiên hạ 唐宫美人天下 Beauty World | Ly Nhược 离若                                                | Vai phụ        |
| 2012           | Chuyện tình Bắc Kinh (Bắc Kinh ái tình cố sự) 北京爱情故事 Beijing Love Story | Nhân viên công ty Đại Đức 大德公司职员                       | Vai phụ        |
| 2012           | Cửu hà nhập hải 九河入海 | Phó Trân Châu 傅珍珠                                         | Vai thứ chính  |
| 2012           | Nữ nhân bang·Nữu Nhi 女人帮·妞儿 The Girls | Cass 卡思                                                    | Vai chính      |
| 2013           | Nữ nhân bang·Nữu Nhi phần 2 (Nữ nhân bang·Nữu Nhi đệ nhị quế) 女人帮·妞儿第二季 The Girls 2                                                                                       | Cass 卡思                                                    | Vai chính      |
| 2013           | Long môn tiêu cục 龙门镖局 Longmen Express | Văn Nhã 闻雅                                                 | Vai phụ        |
| 2013           | Giấc mộng Đường triều (Mộng hồi Đường triều) 梦回唐朝 Dream Back to Tang Dynasty                                                                                                  | Đông Mai 冬梅                                                | Vai phụ        |
| 2013           | Phi duyên vật nhiễu 非缘勿扰 Destiny by Love | Dương Dương 杨阳                                             | Vai thứ chính  |
| 2014           | Cấp phẩm nữ sĩ phần 3 极品女士 第三季 Wonder Lady Season 3 | Tiểu Thiên hậu thời hiện đại sau thập niên 80 80后摩登小天后 | Cameo tập 7, 8 |
| 2015           | Tuổi thanh xuân của Băng và Lửa (Băng dữ Hỏa đích thanh xuân) 冰与火的青春 Ice and Fire of Youth                                                                                  | Tùng Huỷ 丛卉                                                | Vai thứ chính  |
| 2015           | Cực phẩm tân nương 极品新娘 My Amazing Bride | Liễu Nhứ 柳絮                                                | Vai phụ        |
| 2015           | Thần khuyển Tiểu Thất 神犬小七 Hero Dog | Hùng Tiểu Cẩm 熊小锦                                         | Vai phụ        |
| 2016           | Thanh Vân Chí 青云志 Noble Aspirations | U Cơ 幽姬                                                    | Vai phụ        |
| 2016           | Thanh Vân Chí phần 2 青云志2 Noble Aspirations | U Cơ 幽姬                                                    | Vai phụ        |
| 2016           | Xuyên việt mê đoàn 穿越谜团 | Mai Mai 梅梅                                                 | Cameo          |
| 2017           | Thiên lệ truyền kỳ chi Phượng hoàng vô song 天泪传奇之凤凰无双 Legend of Heavenly Tear: Phoenix Warriors                                                                          | Vân Phi / Ngọc Tần 云妃/玉嫔                                 | Vai phụ        |
| 2018           | Hoan lạc vô song 欢乐无双 Double Happiness | Lục Tiểu Hoan 陆小欢                                         | Vai chính      |
| 2019           | Tước tích: Lâm giới thiên hạ 爵迹·临界天下 L.O.R.D. Critical World | Liên Tuyền 莲泉                                              | Vai thứ chính  |
| 2019           | Thân ái đích lão bản 亲爱的老板 Horrible Bosses | Bạch Tiểu Vũ 白小羽                                          | Vai thứ chính  |
| 2020           | Tạm dịch: Không nói tạm biệt (Bất thuyết tái kiến) 不说再见 Never Say Goodbye | Lý Nhất Manh 李一萌                                          | Vai thứ chính  |
| 2020           | Tạm dịch: Cuộc sống tươi đẹp của Hác Nhân (Hác Nhân đích mĩ hảo sinh hoạt) 郝仁的美好生活                                                                                         | Mạnh Kỳ 孟琪                                                 | Vai phụ        |
| 2020           | Cục trung nhân 局中人 Inside Man | Như Bình 茹萍                                                | Cameo          |
| Chưa phát sóng | Tạm dịch: Làm ơn đi! 8 giờ (Bái thác liễu! 8 tiểu thời) 拜托了！8小时 Please! 8 Hours                                                                                             | Vương Lạc Lạc 王乐乐                                         | Cameo          |

### PhimMicrocinema
| Năm  | Tên phim                                                                                                 | Vai diễn                        | Thời lượng | Ghi chú   |
| ---- | --- | ------------------------------- | ---------- | --------- |
| 2012 | Tạm dịch: Bóng ma ở London (Luân Đôn mị ảnh) 伦敦魅影 Lost in London                                     | Thanh Thanh 青青                | 4 tập      | Vai chính |
| 2013 | Tạm dịch: Hạ cánh (Hàng lạc) 降落                                                                        | Họa sĩ vẽ tranh minh họa 插画师 | 14 phút    | Vai chính |
| 2014 | Ly · Hợp 离·合                                                                                           | Cô gái thời thượng 时尚女郎     |            | Vai chính |
| 2014 | Tạm dịch: Có một ngày không nhìn thấy bức tranh (Hữu nhất thiên khán bất kiến đích họa) 有一天看不见的画 | Manh Đồng tỉ tỉ 盲童姐姐        | 12 phút    | Vai chính |

### Chương trình truyền hình
| Năm  | Tên chương trình                                                    | Ghi chú                                | Kênh phát sóng              |
| ---- | ------------------------------------------------------------------- | -------------------------------------- | --------------------------- |
| 2015 | Chân tâm anh hùng 真心英雄 Real Hero                                | Khách mời tập 3                        | Truyền hình Giang Tô        |
| 2015 | Minh tinh đích mật thất mùa 2 星星的密室第二季 X-space Season Ⅱ     | Khách mời tập 4                        | Truyền hình Chiết Giang     |
| 2016 | Tạm dịch: Trang phục mới của tôi (Ngã đích tân y) 我的新衣 Hey Muse | Khách mời tập 4 Trợ giúp Vương Lệ Khôn | Truyền hình Rồng Thượng Hải |
| 2017 | Hỉ kịch tổng động viên mùa 2 喜剧总动员第二季                       | Khách mời tập 3, 7                     | Truyền hình Chiết Giang     |

### Video ca nhạc
| Năm  | Tên bài hát                                                                    | Ca sĩ                    | Chú thích          |
| ---- | ------------------------------------------------------------------------------ | ------------------------ | ------------------ |
| 2009 | Đếm đến ba, cùng nhau buông tay The Count of Three, Let It Go 数到三，一起放手 | Vương Tranh Lượng 王铮亮 | Tham gia diễn xuất |